# Brannérite
La brannérite (ou brannerite) est un minéral de la classe minérale des oxydes et hydroxydes dans la classification de Strunz. C'est un oxyde de titane et uranium, structuré dans le système cristallin monoclinique avec la composition idéalisée de UTi2O6. Cependant, en raison des impuretés fréquentes de calcium, yttrium ou cérium se substituant à l'uranium et de fer remplaçant le titane, la formule (U,Ca,Y,Ce)(Ti,Fe)2O6 est souvent utilisée dans la littérature scientifique. Une version antérieure de la formule impliquait le thorium et le niobium :  (U4+,REE,Th,Ca)(Ti,Fe3+,Nb)2(O,OH)6.
La brannérite est généralement opaque, mais parfois translucide et rougeâtre dans son habitus de plaques fines et sous forme de fragments.
Certains cristaux prismatiques indistincts, s'étirent jusqu'à 30 cm, parfois présentant une zone de prisme orthogonal. Mais l'habitus courant est la forme de grains et de galets arrondis et détritiques et de grains et masses encastrés irréguliers, en agrégats noir, vert olive brunâtre, jaune-brun à jaune de couleur brun verdâtre foncé à brun jaunâtre.
Certains échantillons de minéraux frais ont vu leur éclat vitreux (voire adamantin) ternir pour devenir résineux et finalement mats.
Elle forme une série chimique avec la thorutite.
L'absite en est une variété contenant environ 12,7 % de ThO2, décrite à partir d'un échantillon de Crocker Well, Plumbago homestead, en Australie-Méridionale. 
La brannérite est comparée également à l'uranopolycrase et l'orthobrannerite qui, malgré son nom, n'est pas un polymorphe du minéral. Elle a, par ailleurs, pour synonymes, cordobaïte, lodochnikite et lodochnikovite (- de Gérasimovsky).

## Histoire
La brannérite a été découverte près de Kelley Gulch, au nord-ouest de Stanley, Comté de Custer dans l'Idaho. Décrite en 1920 par Frank L. Hess et Roger C. Wells, elle été baptisée en l'honneur du géologue américain et ancien président de la Université Stanford, John Casper Branner (1850-1922). 
En 1963, son statut d'espèce minérale est confirmé par l'IMA, l’Association internationale de minéralogie, qui lui attribue le symbole Bnr.

## Structure cristalline
De structure monoclinique avec un groupe d'espace C2 /m, la brannérite a pour paramètres de maille élémentaire : a = 9,8123 Å, b = 3,7697 Å, c = 6,9253 Å, β = 118,957°.

## Propriétés
Le minéral est de par sa teneur en uranium (jusqu'à 33,5 %), très fortement radioactif. Compte tenu des proportions des éléments radioactifs dans la formule empirique idéalisée ainsi que des désintégrations ultérieures, on constate une activité spécifique d'environ 60,221 kBq/g. Pour comparaison : le potassium natif émet une radioactivité de 0,031 2 kBq/g. La valeur citée peut varier de manière significative en fonction de la teneur en minéraux et de la composition des niveaux, un enrichissement sélectif ou une déplétion des produits de désintégration radioactive sont également possibles et modifient l'activité.
La brannérite est donc métamicte, car sa structure cristalline se dégrade à cause de son propre rayonnement ionisant.

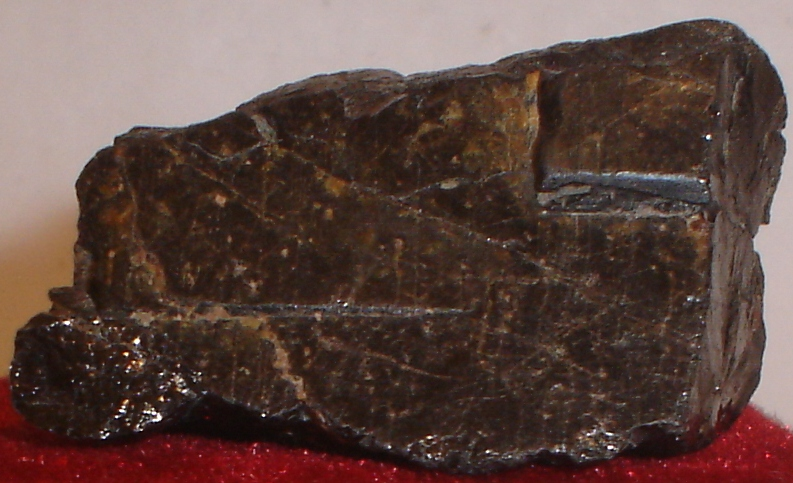
Gisement d'uranium Oberpfälzer Wald, Bavière, Allemagne.

## Formation et gisements
Le minéral s'est formé dans un processus proche de la surface et correspond aux minéraux détritiques de l'hadéens du mode paragénétique 26. C'est pourquoi on le trouve dans les roches ignées hautement évoluées âgées de plus de 3 milliards d'années (stade 4b) : les pegmatites granitiques complexes (mode 34) et les roches ignées ultra-alcalines et agpaïtiques (mode 35).
Le gîte de la brannérite correspond aux  pegmatites granitiques et aux gneiss granitiques mais aussi les conglomérats de galets silicifiés et les veines hydrothermales de quartz et de calcite. C'est une roche détritique associée à l'apatite, l'or, au rutile, à l'uraninite, au xénotime-(Y), et au zircon dans sa localité type. On la rencontre, par ailleurs, au voisinage de la pyrite, la muscovite, l'aigue-marine, la galène et la biotite, notamment.

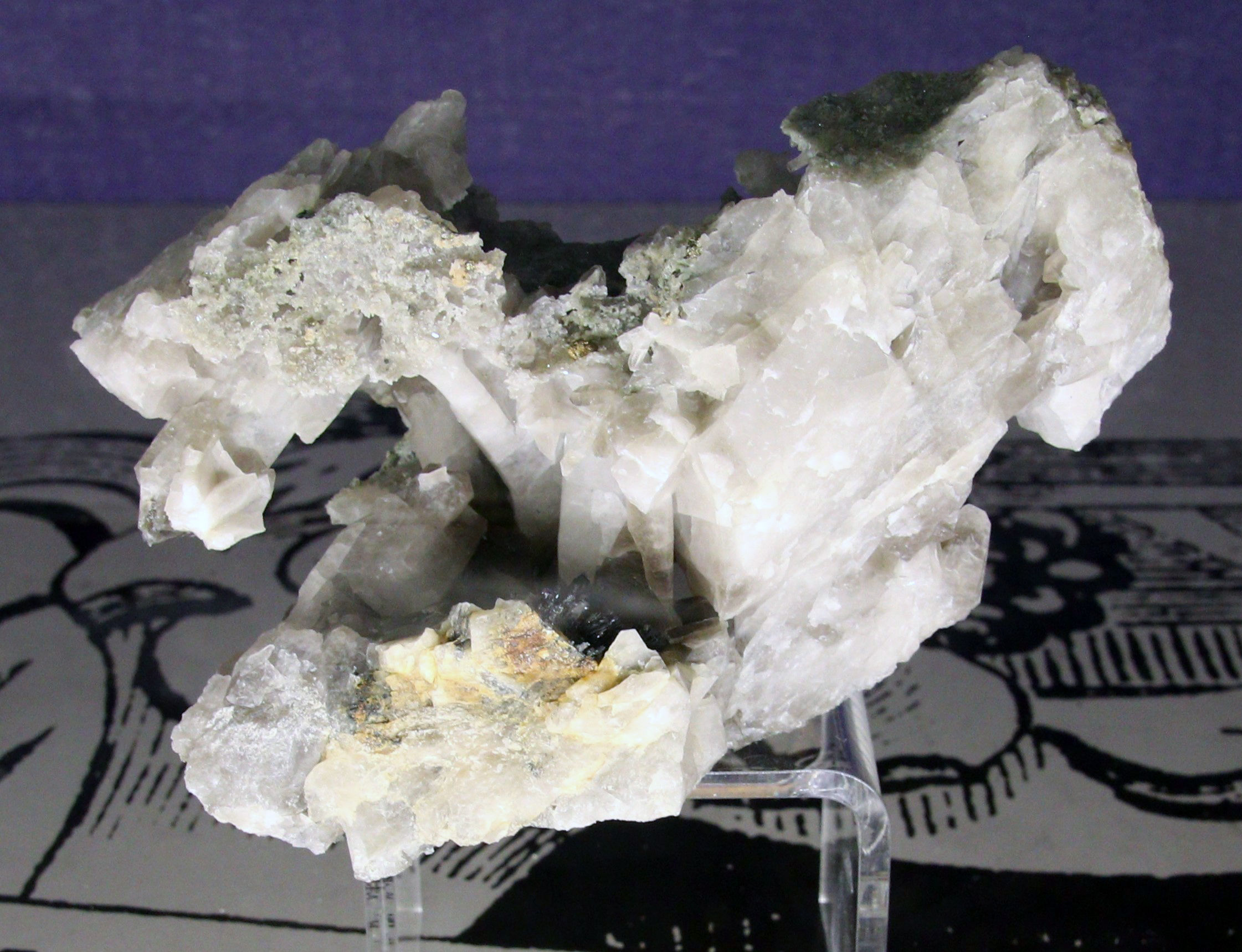
Brannerite sur quartz. La brannerite, en gerbe de cristaux noirs sur la photo, est un minerai radioactif rare. Provenant de la Gardette. Coll. Muséum d'histoire naturelle de Grenoble.

Bien qu'espèce minérale rare, elle peut toutefois être abondante dans certains gisements. La base de données minéralogique Mindat.org recense, en 2024, près de 290 gisements dans le monde, dont 111 en Europe, principalement en Autriche et en Hongrie. En France, 10 gisements sont signalés dans les Alpes, et 2 dans le sud du massif des Vosges.

## Utilisation
La brannérite sert de minerai d'uranium quand elle abonde.  

## Précautions
En raison de sa forte radioactivité, les échantillons de brannérite ne doivent être conservés que dans des contenants étanches à la poussière et aux radiations et entreposés loin des humains et des animaux. L'absorption dans le corps et le contact direct avec le corps doivent être évités. Lors de la manipulation du minéral, des vêtements de sécurité doivent être portés, au moins sous forme de protège-dents et de gants.